# Никколини, Антонио
 Антонио Никколини  (итал.  Antonio Niccolini , 21 апреля 1772, Сан-Миниато, Тоскана — 8 мая 1850, Неаполь) — итальянский архитектор, сценограф и гравёр.

## Биография
Антонио Никколини родился в Сан-Миниато, в Тоскане и остался в истории архитектуры и искусства как автор проекта восстановления старейшего европейского оперного театра Сан Карло в Неаполе.

## Творчество
В 1816 году театр Сан-Карло сильно пострадал при пожаре, но несмотря на сильные разрушения здание было полностью восстановлено Антонио Никколини, который в дальнейшем стал театральным художником этого театра. Знаменитый оперный театр Сан-Карло — один из старейших оперных театров в Европе и мире, действующих в наши дни, был построен по распоряжению неаполитанского короля Карла Бурбонского в 1737.
Театр был открыт в день именин короля — 4 ноября, и был назван в честь святого покровителя короля — Святого Карла. Он на 55 лет старше театра Ла Фениче в Венеции и на 41 год — Ла Скала в Милане. В 1816 году театр Сан-Карло почти полностью сгорел в пожаре, но несмотря на это здание было полностью восстановлено Антонио Никколини, который в дальнейшем стал театральным художником этого театра. Восстановленный, за девять месяцев, фасад театра является великолепным примером выдержанной классицистической системы в архитектуре, основа которой берёт начало в античности, где мастера заимствовали пропорциональность, строгий логический порядок, симметричную композицию и минимальное количество декора. Антонио Никколини при реставрации в 1816 году поднял потолок театра, что позволило ещё улучшить акустику зала, которая и изначально была практически идеальной. На огромном потолочном плафоне площадью пятсот квадратных метров, был востановлен Аполлон, представляющий Минерве величайших поэтов, среди которых Данте и Гомер. Над сценой также были восстановлены декоративные часы, на которых сирена искусств пытается сдержать время, как бы заявляя, что «у искусства нет времени». Были восстановлены наклонные зеркала в ложах, на которых было хорошо видно королевскую ложу. Зеркала служили для наблюдения за монаршими зрителями, чтобы ни один зритель не мог аплодировать раньше короля. Если не было короля, то право «первых аплодисментов» принадлежало королеве, затем принцам.
При том, что восстановленный зрительный зал производил потрясающее впечатление, фойе и коридоры театра Антонио Никколини сохранил в первоначальном виде — довольно скромными. Театр Сан-Карло после реставрационых работ Антонио Никколини стал образцом для последующих европейских театров. Его архитектурный проект по восстановлению театра был высоко оценён одним из его учеников Раффаэлем дель Понте, также художником-декоратором.
Антонио Никколини оставил нам множество трактатов по архитектуре Помпеи и Геркуланума. Он известен также как гравёр и художник. Его гравюры и картины «Рынок в Помпеях», «Гладиаторы борются с животными в цирке в Помпеях», «Извержение Везувия в Помпеях в 79 г. н. э.», «Музыкальный фестиваль в Помпеях» и другие украшают знаменитые музеи мира.
Антонио Никколини умер в Неаполе в возрасте 78 лет.